# Simon III van Montfort
Simon III van Montfort (gestorven 1181), bijgenaamd de Kale, was een zoon van Amalrik III van Montfort en van Agnes van Garlande. Hij was zowel vazal van Frankrijk, Lodewijk VII van Frankrijk, (voor Montfort) als van Engeland (voor Évreux), maar koos partij voor Engeland, Willem de Veroveraar, dat hij Montfort, Rochefort en Épernon bezorgde. Simon was gehuwd met een zekere Mathilde  (Maud), met wie hij de volgende kinderen kreeg:
- Bertrada, gehuwd met Hugo van Kevelioc, graaf van Chester
- Amalrik III van Évreux (-1182)
- Simon van Montfort (-1188)